# Zamudio
Zamudio – gmina w Hiszpanii, w prowincji Biskaja, w Kraju Basków, o powierzchni 18,08 km². W 2011 roku gmina liczyła 3281 mieszkańców.